# 난장이가 쏘아올린 작은 공 (드라마)
《난장이가 쏘아올린 작은 공》은 2007년 3월 3일에 KBS에서 방영한 HDTV문학관이다.

## 등장 인물

### 주요 인물
- 고두심 : 어머니 역
- 강성해 : 난장이 역
- 박진형 : 영수 역 (아역 노민우) - 장남
- 서한 : 영호 역 (아역 김진석) - 차남
- 유주희 : 영희 역 (아역 이슬) - 딸
- 김규철
- 이미지
- 김영배
- 백소미

### 그 외 인물
- 강신조
- 황범식
- 박상오
- 김선화
- 김미라
- 박유승
- 김태형
- 백윤흠
- 김민채
- 한춘일
- 최은석
- 김원배
- 이제신
- 백승옥
- 윤미라
- 정유경
- 손지연
- 강철
- 전성애
- 신수빈
- 정진화
- 정세형
- 신화철
- 서보익
- 김상구

## 수상
- 2007년 제2회 서울 드라마 어워즈 최우수작품상 - 단편

## 같이 보기
- 난장이가 쏘아올린 작은 공 - 원작 소설